# Impeckable
Impeckable — музичний альбом гурту Budgie. Виданий лютий 1978 року лейблом A&M. Загальна тривалість композицій становить 41:08. Альбом відносять до напрямку хард-рок, важкий метал.

## Список пісень
1. «Melt The Ice Away» — 3:33
2. «Love For You And Me» — 4:04
3. «All At Sea» — 4:21
4. «Dish It Up» — 4:21
5. «Pyramids» — 4:22
6. «Smile Boy Smile» — 4:31
7. «I'm A Faker Too» — 4:48
8. «Don't Go Away» — 4:56
9. «Don't Dilute The Water» — 6:12